# Cattedrale di Vic
La cattedrale di San Pietro (in spagnolo: Catedral de San Pedro) si trova a Vic, in Spagna, ed è la cattedrale della diocesi di Vic.

## Storia
La prima cattedrale di Vic è documentata nel 516, durante il periodo delle invasioni saracene (717-718), ed è stata distrutta, e non ne fu costruita un'altra se non dopo il ripopolamento del territorio Osona per volere del conte Goffredo il Villoso (886) e dopo il ripristino del vescovato.
La nuova cattedrale, edificata sul sito dell'attuale, fu costruita durante l'episcopato del vescovo Oliba (1018-1046), in stile romanico, venendo poi consacrata nel 1038 dall'arcivescovo Wifredo di Narbona. Di questa fase si conservano ancora il campanile e la cripta, i cui capitelli appartengono ad un precedente tempio.

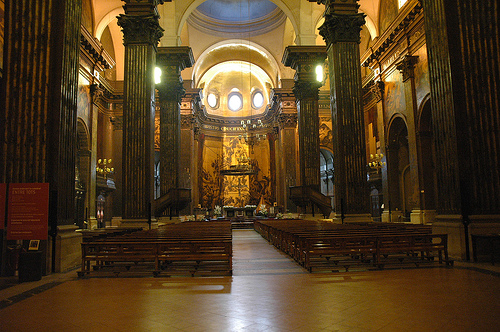
L'interno

Il chiostro del XIV secolo è marcatamente in stile gotico. Ugualmente la pala d'altare, anche se tardo gotica, risalente al XV secolo.
Gran parte della cattedrale attuale è stata realizzata tra il 1781 e il 1803 ad opera di Josep Moretó i Codina, che le diede il suo attuale stile neoclassico. Nel 1891 apre il Museo episcopale di Vic proprio di fronte alla cattedrale e il suo chiostro, che contiene alcune opere inizialmente situate nella cattedrale.
Nel 1931 la cattedrale è stata dichiarata Monumento Storico Artistico, ma poco dopo, nei primi anni della guerra civile spagnola, la cattedrale ha subito un incendio, provocando il crollo di una parte dell'edificio, in fase di restauro poco dopo.